# 施瓦岑贝格宫 (维也纳)

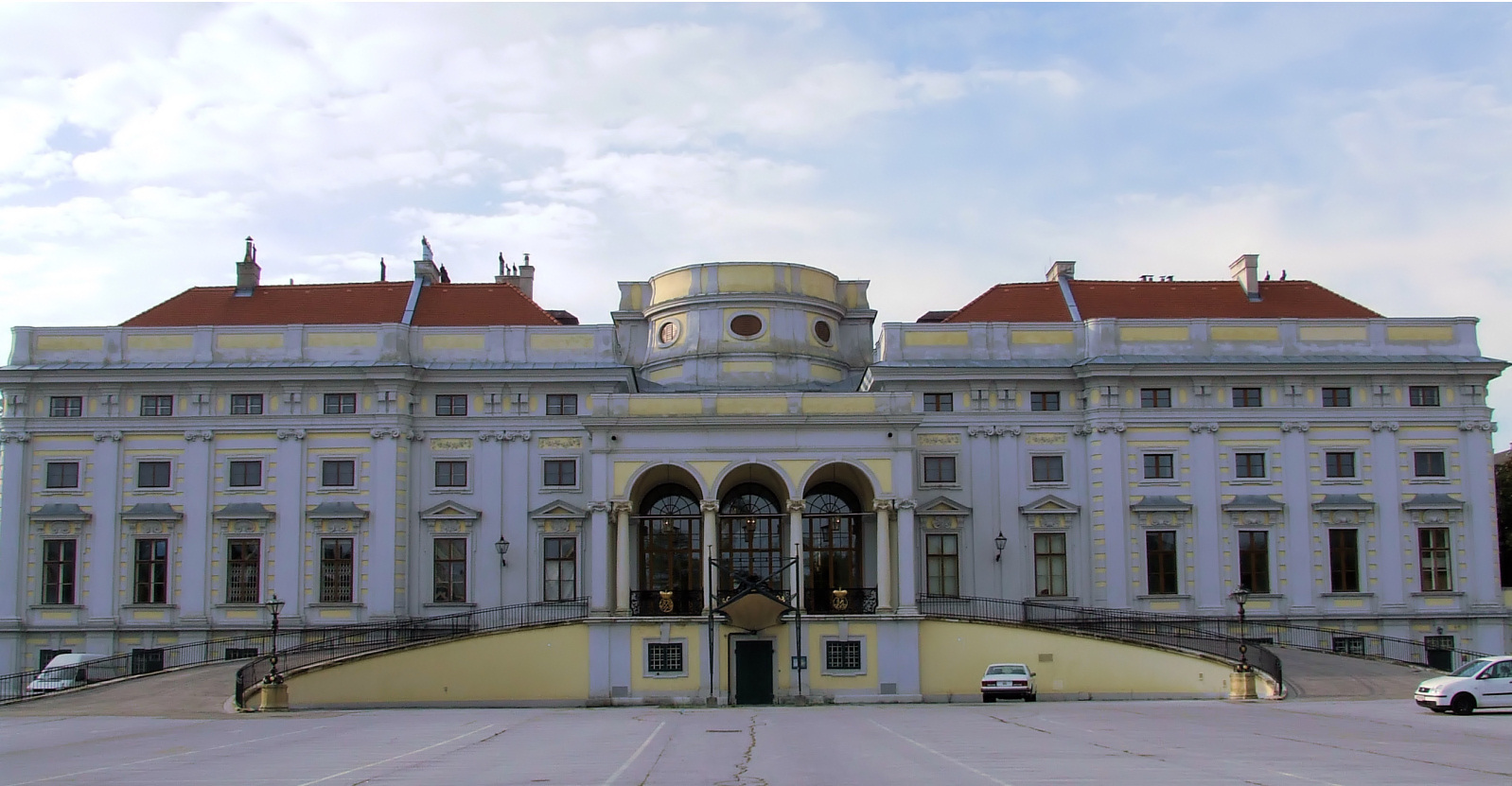
施瓦岑贝格宫

施瓦岑贝格宫（Palais Schwarzenberg）是一座巴洛克宫殿，位于奥地利维也纳兰施特拉瑟区（第三区）的施瓦岑贝格广场，属于施瓦岑贝格亲王家族。
该建筑于1697年开工，建筑师约翰·卢卡斯·冯·希尔德布兰特；由约翰·伯恩哈德·菲舍尔·冯·埃尔拉赫改建后，完成于1728年。1751年，增加了骑术学校和橘园。装饰华丽的大理石画廊（Marmorgalerie）是该宫殿最大的特点之一。
如今，它的一部分是一个五星级酒店（因装修工程关闭至2012年），建筑用于节庆和活动。
在布拉格也有一座施瓦岑贝格宫，靠近山顶的主教座堂。

## 附近景点
- 施瓦岑贝格广场
- 美景宫
- 红军英雄纪念碑

48°11′49″N 16°22′36″E / 48.19694°N 16.37667°E